# Els Ports

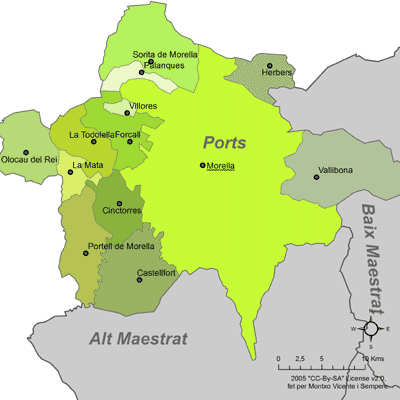
Mapa municipal d'els Ports abans de la reforma de 2023

Els Ports és una comarca valenciana del nord muntanyenca, amb capital a Morella; de paratges espectaculars molt muntanyencs, nombrosos jaciments arqueològics i paleontològics, i gastronomia diversa. És la comarca amb major percentatge de valencianoparlants del País Valencià (més del 80% saben parlar valencià).

## Geografia
Al sud limita amb l'Alt Maestrat, a l'est amb lo Baix Maestrat, al nord amb lo Matarranya (Aragó) i a l'oest amb la comarca del Maestrat aragonès. És una comarca de predomini lingüístic oficial valencià, i només el municipi d'Olocau del Rei és de parla castellana històrica. Des de l'octubre del 2022, el municipi de Vilafranca, que fins al moment formava part de l'Alt Maestrat, forma part d'aquesta comarca.

## Municipis
Les dades bàsiques dels «14 municipis», amb les xifres de població del padró municipal d'habitants 2023, són:
| Municipi           | Habitants (2023) | Sup. (km²) | Dens. (2022) (hab./km²) |
| ------------------ | ---------------- | ---------- | ----------------------- |
| Morella            | 2.492            | 413,5      | 6,0                     |
| Vilafranca         | 2.148            | 93,8       | 22,9                    |
| Forcall            | 473              | 39,3       | 12,1                    |
| Cinctorres         | 427              | 34,9       | 12,2                    |
| Castellfort        | 188              | 66,7       | 2,8                     |
| la Mata de Morella | 179              | 15,2       | 11,8                    |
| Portell de Morella | 166              | 49,4       | 3,4                     |
| la Todolella       | 144              | 34,0       | 4,2                     |
| Olocau del Rei     | 126              | 44,0       | 2,9                     |
| Sorita             | 117              | 68,8       | 1,7                     |
| Herbers            | 62               | 27,1       | 2,3                     |
| Vallibona          | 62               | 91,4       | 0,7                     |
| Villores           | 54               | 5,3        | 10,2                    |
| Palanques          | 36               | 14,3       | 2,5                     |
| els Ports          | 6.674            | 998,5      | 6,7                     |

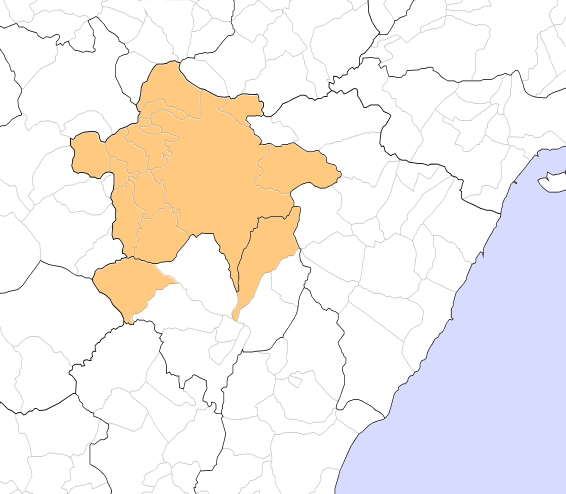
Localització de la comarca natural dels Ports de Morella segons l'estudi de comarcalització d'Emili Beüt i Belenguer.

La comarca dels Ports pot fer referència també una de les anomenades comarques naturals del País Valencià. S'estén per l'actual comarca dels Ports juntament amb el municipi de Catí, que, actualment, es troba dins de la comarca de l'Alt Maestrat (vegeu Ports de Morella) encara que històricament ha pertangut als Ports.
Cal dir que la subcomarca de la Tinença de Benifassà (actualment al Baix Maestrat) guarda més relació amb la comarca morellana que no amb aquella a la qual pertany en l'actualitat.

## Enllaços externs

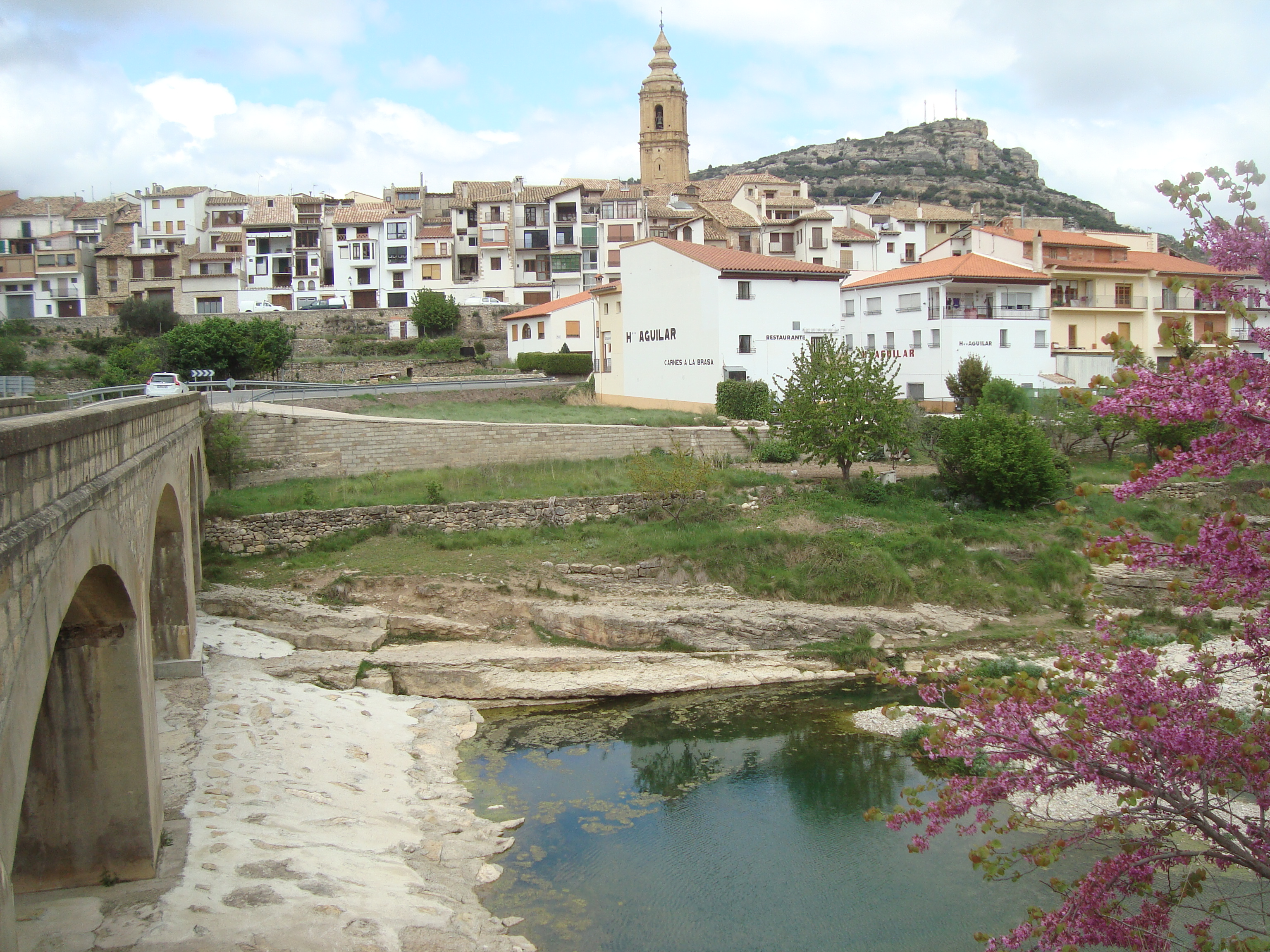
Forcall

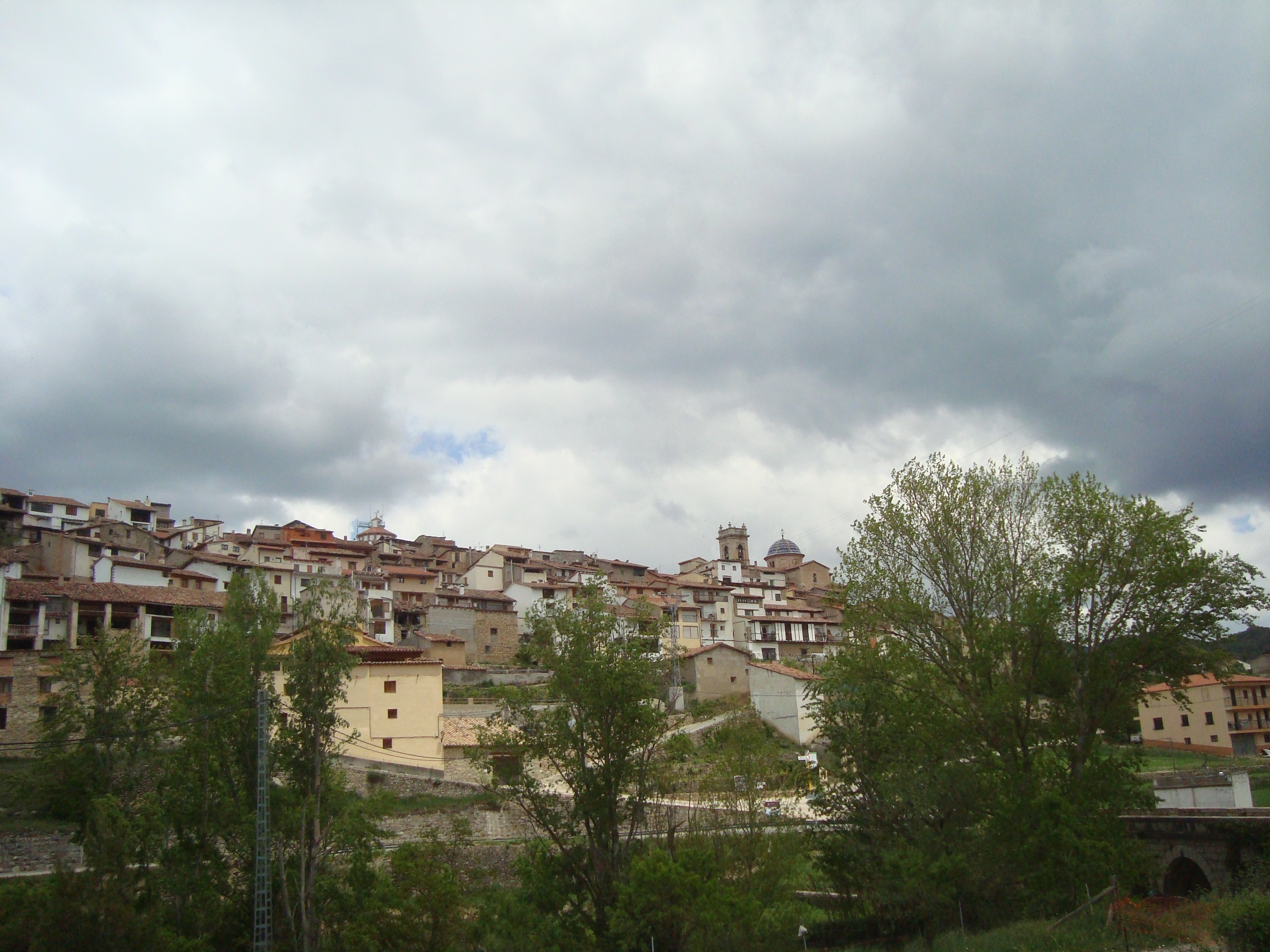
Sorita

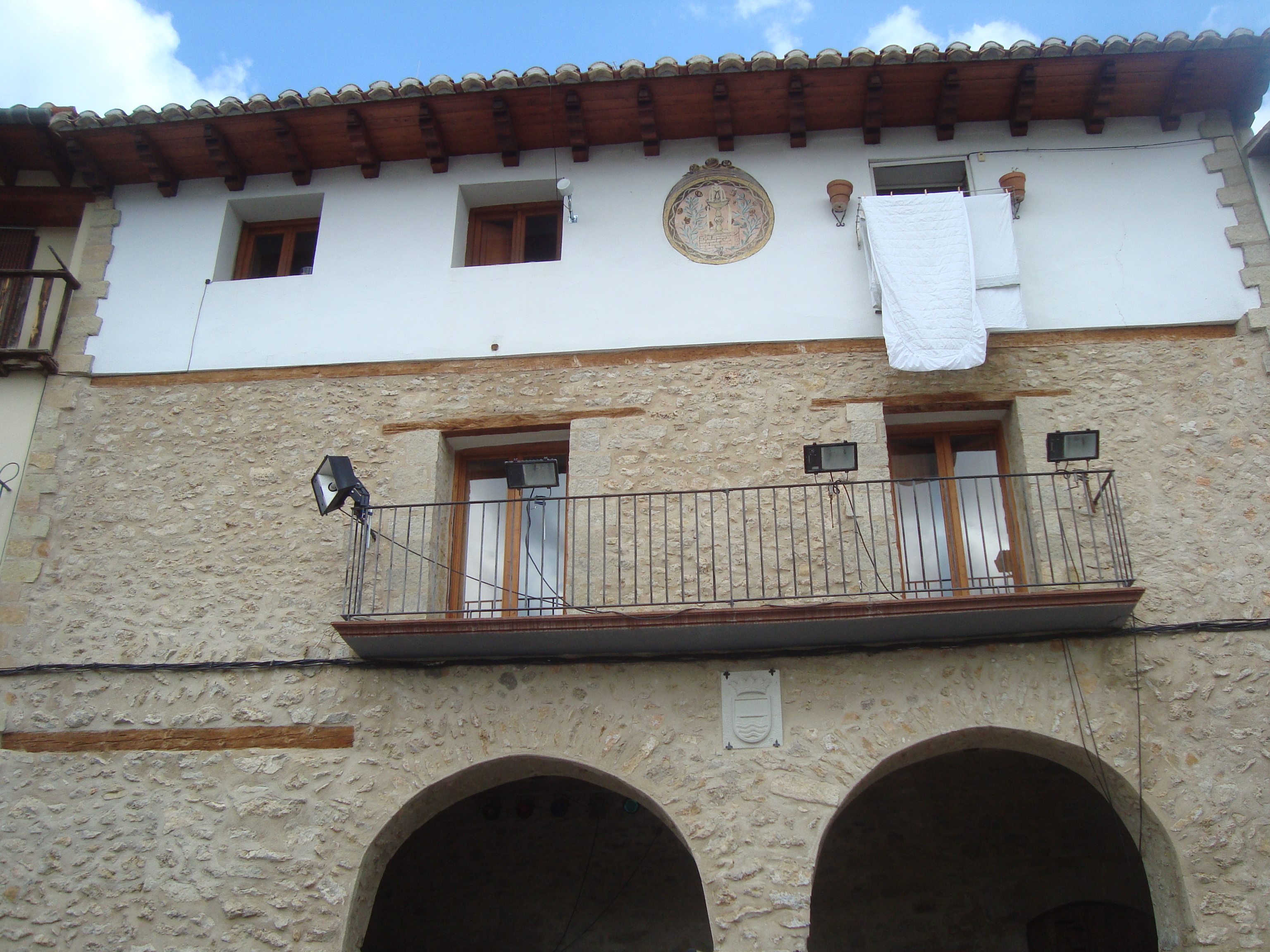
Ajuntament de Palanques

## Personatges destacats

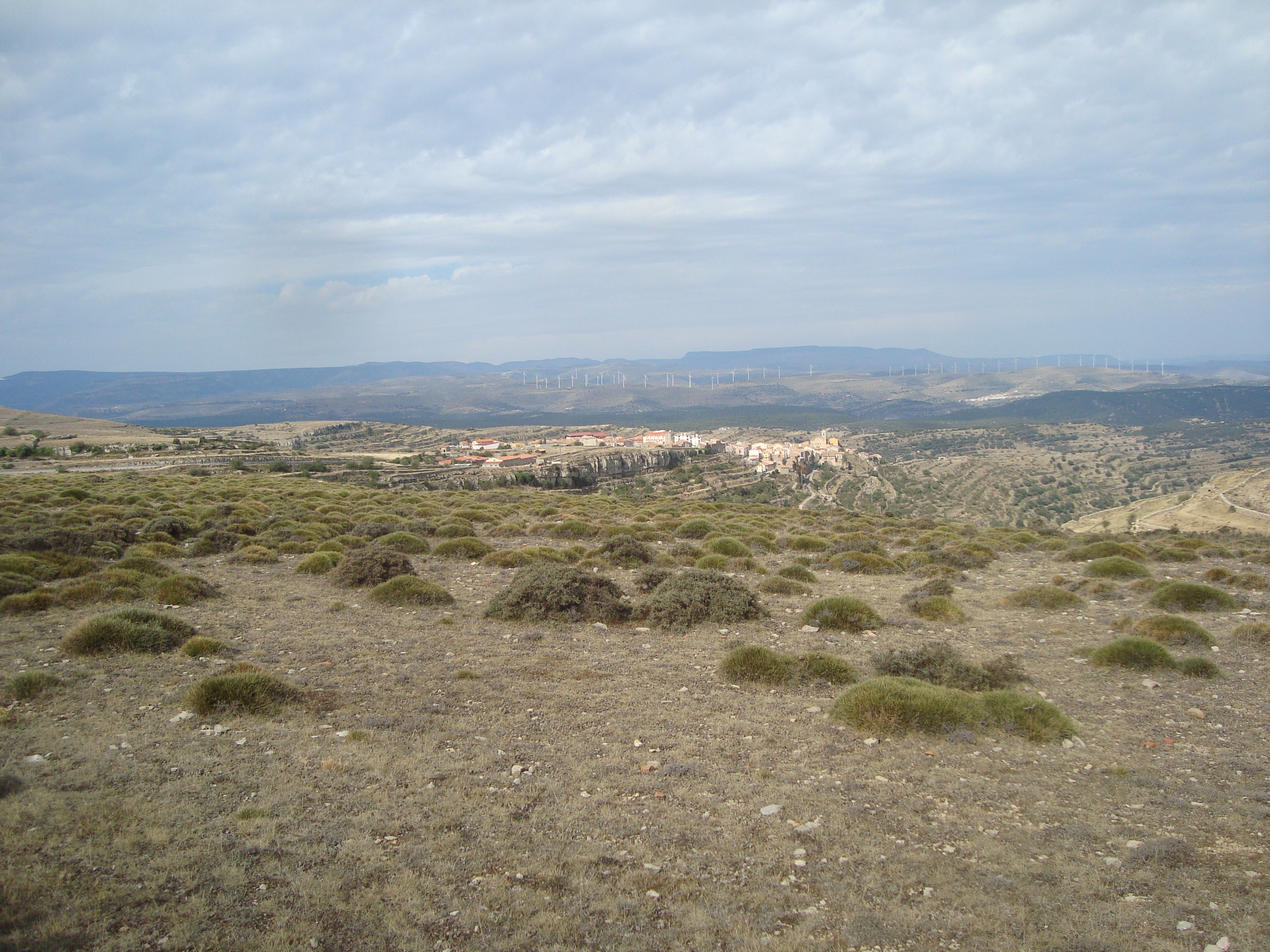
Castellfort, vista panoràmica

- Blasc d'Alagó